# 11.22.63 – Der Anschlag
11.22.63 – Der Anschlag (Originaltitel 11.22.63) ist eine US-amerikanische Mystery-Science-Fiction-Miniserie, die auf dem 2011 erschienenen Roman Der Anschlag des amerikanischen Schriftstellers Stephen King basiert. Die Fernsehserie handelt von einem Zeitreisenden, der versucht, das Attentat auf John F. Kennedy am 22. November 1963 zu verhindern. Die Veröffentlichung fand ab dem 15. Februar 2016 wöchentlich auf der Video-on-Demand-Plattform Hulu statt. Die deutschsprachige Erstausstrahlung fand zwischen dem 11. April und dem 30. Mai 2016 beim Pay-TV-Sender FOX statt.

## Handlung
Jake Epping, ein kürzlich geschiedener Englischlehrer an der High-School in Lisbon, Maine, steckt in einer Sinnkrise und strebt nach einem bedeutsamen Leben. Als er eines Abends die Aufsätze seiner GED-Klasse mit der Aufgabenstellung: „Der Tag, der mein Leben veränderte“ korrigiert, fesselt ihn einer der Aufsätze sehr. Es ist die Arbeit von Harry Dunning, dem gehbehinderten Hausmeister der Schule, der nun seinen Schulabschluss nachholt. Dieser schildert in seinem Aufsatz die Geschehnisse einer Halloween-Nacht im Jahre 1960, in der sein betrunkener Vater Frank Dunning seine Mutter und seine Geschwister mit einem Hammer erschlug und ihn selbst zum Krüppel machte. In der Gegenwart erfährt Epping von einem geheimen Zeitportal, das sich in der Vorratskammer seines regelmäßig von ihm besuchten Diners befindet und auf die Sekunde genau zum 21. Oktober 1960, 11:58 Uhr führt. Ganz unabhängig davon, über welchen Zeitraum ein Zeitreisender in der Vergangenheit verweilt, vergehen in der Gegenwart nur zwei Minuten. Al Templeton, der Wirt des Lokals, zeigt sich davon überzeugt, dass das Weltgeschehen ohne das Attentat auf John F. Kennedy eine friedlichere Entwicklung genommen hätte. Da er aber selbst zu krank ist, wagt Jake den Versuch und reist in die Vergangenheit, um mögliche Mitverschwörer im Umfeld von Lee Harvey Oswald zu identifizieren und das Attentat auf Kennedy zu verhindern.

## Besetzung und Synchronisation

### Hauptdarsteller
| Schauspieler      | Bild          | Rolle                     | Hauptrolle (Folgen)    | Synchronsprecher   |
| ----------------- | ------------- | ------------------------- | ---------------------- | ------------------ |
| James Franco      | James Franco  | Jake Epping               | 1.01–1.08              | Kim Hasper         |
| Sarah Gadon       | Sarah Gadon   | Sadie Dunhill             | 1.01–1.08              | Ilona Brokowski    |
| Cherry Jones      | Cherry Jones  | Marguerite Oswald         | 1.01, 1.03–1.08        | Karin David        |
| Lucy Fry          | Lucy Fry      | Marina Oswald             | 1.01, 1.03–1.07        | Jacqueline Belle   |
| George MacKay     | George MacKay | Bill Turcotte             | 1.01–1.08              | Nicolás Artajo     |
| Daniel Webber     |               | Lee Harvey Oswald         | 1.01, 1.03–1.08        | Adam Nümm          |
| T. R. Knight      | T. R. Knight  | Johnny Clayton            | 1.01, 1.04, 1.05, 1.08 | Nico Mamone        |
| Kevin J. O’Connor |               | Mann mit der gelben Karte | 1.01, 1.02, 1.04–1.08  | Matthias Rimpler   |
| Josh Duhamel      | Josh Duhamel  | Frank Dunning             | 1.01, 1.02, 1.08       | Dennis Schmidt-Foß |
| Chris Cooper      | Chris Cooper  | Al Templeton              | 1.01–1.08              | Jan Spitzer        |

### Nebendarsteller
| Schauspieler       | Rolle                   | Nebenrolle (Folgen)        | Synchronsprecher     |
| ------------------ | ----------------------- | -------------------------- | -------------------- |
| Leon Rippy         | Harry Dunning           | 1.01, 1.08                 | Reinhard Scheunemann |
| Joanna Douglas     | Doris Dunning           | 1.01, 1.03                 | Nicole Hannak        |
| Brooklyn Sudano    | Christy Epping          | 1.01, 1.06–1.08            | Nadine Zaddam        |
| Miranda Calderon   | Ruth Paine              | 1.01                       |                      |
| Jonny Coyne        | George de Mohrenschildt | 1.01–1.02, 1.04–1.05, 1.07 | Thomas Kästner       |
| Shauna MacDonald   | Jeanne De Mohrenschildt | 1.01, 1.03                 |                      |
| Michael Izquierdo  | Bobby Oswald            | 1.01, 1.03                 |                      |
| Christopher Phipps | John F. Kennedy         | 1.03                       | Bernd Vollbrecht     |
| Claire Brosseau    | Charlene                | 1.06                       | Sonia Ortiz          |

## Produktion

### Produktionsgeschichte
Im April 2013 wurde bekannt, dass Warner Bros. Television und Bad Robot Productions, eine Produktionsfirma von J. J. Abrams, die Rechte für eine Fernsehserie oder Miniserie erwerben wollten. Im September 2014 wurde bekannt, dass die Adaption in Form einer Serie für Hulu entstehen soll und diese acht Episoden umfassen wird.

### Stab
Als Executive Producer der Serienadaption fungierte J. J. Abrams mit seinem Studio Bad Robot Productions. Für den Entwurf des Drehbuchs, das sich in den Motiven als auch in den Handlungssträngen deutlich von der Romanvorlage entfernt, wurde Bridget Carpenter verpflichtet, die auch als Executive Producerin der Serie tätig war. Warner Bros. Television brachte sich als weitere Produktionsfirma ein.

### Marketing
Nach mehreren Teasern veröffentlichte Hulu am 9. Januar 2016 einen ersten englischsprachigen, 1:41 min langen Trailer zur Serie, der mit dem Lied Over and Over von Bobby Vinton aus dem Jahr 1962 unterlegt ist und von Sony digitalisiert wurde.

### Veröffentlichung
Die Serie feierte am 15. Februar 2016, dem amerikanischen Tag der Präsidenten zu Ehren George Washingtons, beim Video-on-Demand-Anbieter Hulu Premiere. Zwischen dem 11. April und dem 30. Mai 2016 wurde die Serie beim Pay-TV-Sender FOX ausgestrahlt. Bereits eine Woche zuvor konnte die Pilotfolge über die Sky-Angebote Sky Go sowie Sky on Demand abgerufen werden. Am 9. August 2016 wurde die Serie auch als Blu-ray, DVD und Digital HD veröffentlicht.

### Musik
Der Soundtrack zur Serie wurde von Alex Heffes komponiert und am 1. April 2016 veröffentlicht. Der Soundtrack umfasst 24 Stücke und hat eine Gesamtlänge von 65 min.
Titelliste des Soundtracks
1. Al’s Diner
2. Through the Rabbit Hole
3. The Past Pushes Back
4. Meeting Sadie & Seeing JFK
5. Roaches
6. Harry’s Theme
7. War Story
8. Halloween Night In Holden
9. A Changing History
10. Dealey Plaza
11. Listening In To Lee
12. Jake & Sadie
13. The Bit Where It All Goes Wrong
14. The Hospital
15. Six Months Later, Lee Gets A Job
16. Miss Mimi Gives Jake Some Advice
17. Lee Finds The Bug & Jake Corners George
18. Is This The Big Moment… And Don’t Forget Yellow Card Man
19. 11.22.63
20. Inside The Book Depository
21. Back Through The Rabbit Hole
22. Harry, Again
23. I’m Sadie
24. From Here To Eternity

## Episodenliste
| Nr. | Deutscher Titel                    | Originaltitel                     | Erstausstrahlung USA | Deutschsprachige Erstausstrahlung (D/A/CH) | Regie            | Drehbuch                           |
| --- | ---------------------------------- | --------------------------------- | -------------------- | ------------------------------------------ | ---------------- | ---------------------------------- |
| 1   | Der Kaninchenbau                   | The Rabbit Hole                   | 15. Feb. 2016        | 11. Apr. 2016                              | Kevin Macdonald  | Bridget Carpenter                  |
| 2   | Das Schlachthaus                   | The Kill Floor                    | 22. Feb. 2016        | 18. Apr. 2016                              | Fred Toye        | Quinton Peeples                    |
| 3   | Andere Stimmen, andere Räume       | Other Voices, Other Rooms         | 29. Feb. 2016        | 25. Apr. 2016                              | James Strong     | Brian Nelson                       |
| 4   | Wer bist du?                       | The Eyes of Texas                 | 7. März 2016         | 2. Mai 2016                                | Fred Toye        | Quinton Peeples & Bridgette Wilson |
| 5   | Der Mann aus der Zukunft           | The Truth                         | 14. März 2016        | 9. Mai 2016                                | James Franco     | Bridget Carpenter                  |
| 6   | Happy Birthday, Lee Harvey Oswald! | Happy Birthday, Lee Harvey Oswald | 21. März 2016        | 16. Mai 2016                               | John David Coles | Bridget Carpenter                  |
| 7   | Die Vergangenheit wehrt sich       | Soldier Boy                       | 28. März 2016        | 23. Mai 2016                               | James Kent       | Bridget Carpenter                  |
| 8   | Einer dieser Tage                  | The Day in Question               | 4. Apr. 2016         | 30. Mai 2016                               | James Strong     | Bridget Carpenter                  |

## Rezeption

### Kritiken
Die Miniserie konnte 83 Prozent der Kritiker bei Rotten Tomatoes überzeugen (von insgesamt 64 Kritikern, Stand 28. Juli 2025). 11.22.63 wird dort im Konsens als eine überzeugende und gut ausgeführte Serie beschrieben.
Nina Rehfeld von SPIEGEL ONLINE zeigt sich von der Arbeit der Serienschöpferin Bridget Carpenter beeindruckt, die Kings 850 Seiten langen Roman gekonnt zu einem schlüssigen Ganzen zusammenführte und so einen abgeschlossenen Achtteiler konzipiert habe, der viele Motive aus dem Buch elegant zu einer großen Hommage an die Sechziger verbinde, gleichzeitig aber auch in aller Schärfe die unguten Seiten der guten alten Zeit zeige, in der man während der Kubakrise der nuklearen Vernichtung ins Auge blickte. Rehfeld merkt zudem an, der bewusst langatmige Politthriller sei trotz einiger Längen ganz schön unterhaltsam.
Auch Karoline Meta Beisel von der Süddeutschen Zeitung bemerkt, die Serie sei keine klassische Zeitreise-Saga. Die Geschichte fühle sich eher an wie ein Historienfilm als wie Science-Fiction.

### Auszeichnungen
Emmy-Verleihung 2016
- Nominierung in der Kategorie Beste Spezialeffekte für eine Nebenrolle[17]

Saturn Awards 2017
- Auszeichnung als Beste Fernsehpräsentation[18]

Writers Guild of America Awards 2017
- Nominierung in der Kategorie Longform – Adapted[19]

Young Artist Awards 2017
- Nominierung für die Beste schauspielerische Leistung in einer Fernsehserie in der Kategorie Recurring Young Actor (Jack Fulton)[20]

## Trivia
- Die Zahlenfolge im Titel der Serie und der Romanvorlage ist eine amerikanische Schreibweise für den 22. November 1963 und damit das Datum des Attentats auf John F. Kennedy.
- Bereits seit Anfang November 2011 gibt es eine offizielle, interaktive Website zur Romanvorlage.
- 11.22.63 – Der Anschlag ist bereits die 17. Fernsehserie, die auf einem Roman von Stephen King basiert.[8]
- Als Jake nach dem vereitelten Anschlag auf JFK in seine (zerstörte) Welt zurückkehrt, steht auf einem der verfallenen Gebäude „Captain Trips“. So wurde die Seuche aus The Stand – Das letzte Gefecht genannt.